# أ. جاي ماسترز
أ. جاي ماسترز (بالإنجليزية: A. J. Masters)‏ هو كاتب أغاني ومغني أمريكي، ولد في 20 ديسمبر 1950 في والدن في الولايات المتحدة، وتوفي في 12 يناير 2015.

## وصلات خارجية
- أ. جاي ماسترز على موقع ميوزك برينز (الإنجليزية)
- أ. جاي ماسترز على موقع أول ميوزيك (الإنجليزية)
- أ. جاي ماسترز على موقع أول ميوزيك (الإنجليزية)
- أ. جاي ماسترز على موقع ديسكوغز (الإنجليزية)